# Jacques Mahu
Jacques Mahu (* 1564; † 23. September 1598), auch Jacob Mahu, war ein niederländischer Entdeckungsreisender und Führer einer Expedition von fünf Schiffen nach Indien.

## Expedition von 1597/99

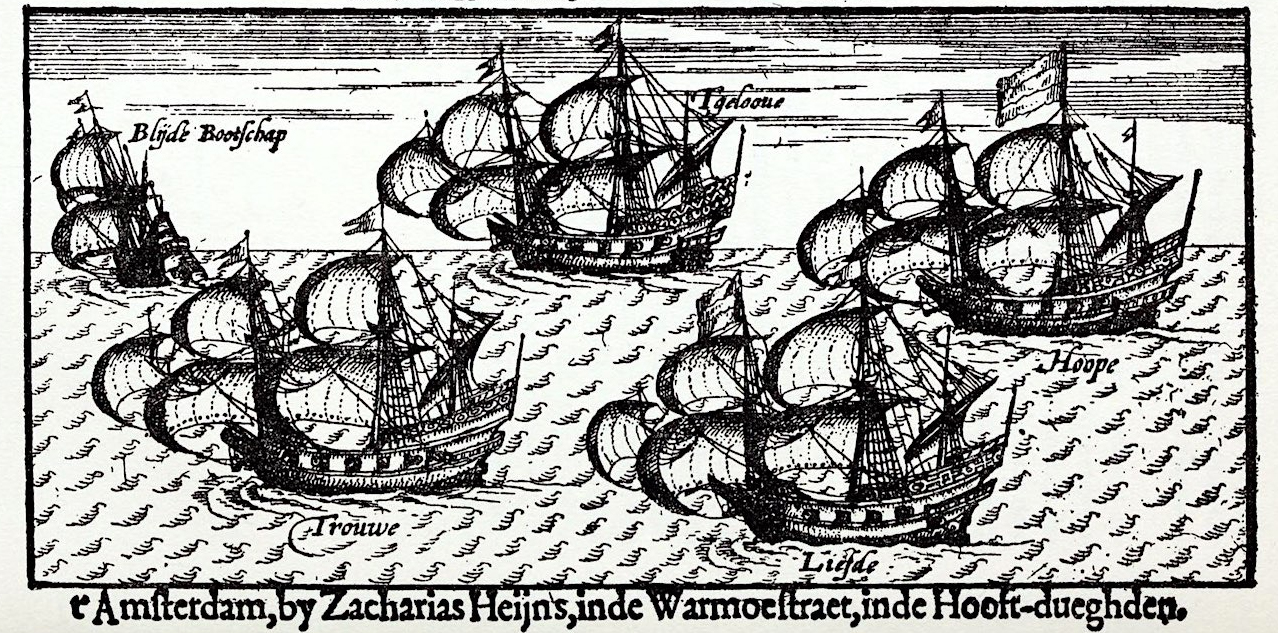
Die fünf Expeditions-Schiffe

Mahu war Leiter einer von den Rotterdamer Kaufleuten Pieter van der Hagen (der auch als Sklavenhändler tätig war) und Johan van der Veeken (auch: van der Veken) organisierten Expedition, deren Ziel es war, durch Umfahrung der Südspitze Südamerikas einen neuen Handelsweg zu den Gewürzinseln und nach Ostasien und Indien zu eröffnen und so die spanische Konkurrenz zu umgehen. Die Flotte bestand aus fünf Schiffen und 494 (nach anderen Quellen 507) Mann Besatzung. Die Schiffe mit ihren anfänglichen Kapitänen waren:
- das Flaggschiff „De Hoop“ (‚Hoffnung‘, ex Erasmus) mt Jacques Mahu
- „De Liefde“ (‚Liebe‘) ex „Erasmus“ mit Simon de Cordes, 1. Stellvertreter
- „Het Geloof“ (‚Glauben‘) mit Gerrit van Beuningen, 2. Stellvertreter
- „De Trouw“ (‚Treue‘) mit Jurrian van Boekhout
- „De Blijde Boodschap“ (‚Frohe Botschaft‘) mit Sebald de Weert

Die Expedition stand bald nach dem Verlassen Rotterdams im Juni 1597 unter einem ungünstigen Stern. Viele Matrosen starben vor der afrikanischen Küste, wo die Flotte fast sechs Monate lag und portugiesische Siedlungen überfiel, an Krankheiten, darunter auch Mahu. De Cordes übernahm das Kommando der Flotte. Das Durchfahren der Magellanstraße dauerte wegen ungünstiger Winde 4 Monate und Het Geloof kehrte mit noch 36 von 109 Mann Besatzung nach den Niederlanden zurück. Erst im September 1599 erreichten die anderen Schiffe den Pazifik. Zwei Schiffe wurden von den Spaniern erobert, De Hoop blieb im Taifun verschollen, nur die De Liefde strandete unter dem neuen Kapitän Jacob Quaeckernaeck mit noch 24 Mann an Bord im Juni 1600 an der japanischen Küste. Zwei Besatzungsmitglieder, der Engländer und Navigator William Adams sowie der Zweite Maat Jan Joosten, blieben dort. Adams arbeitete als Mathematiklehrer und Schiffskonstrukteur, wurde ebenso wie Joosten als Händler reich und wurde in den Samurai-Stand erhoben.